# Bâtiment rouge de l'université de Kiev
Le bâtiment rouge de l'université de Kiev (en ukrainien : Червоний корпус Київського університету, Tchervonyï korpous Kyïvskoho ouniversytetou) est le principal et le plus ancien bâtiment de quatre étages de l'université nationale Taras-Chevtchenko de Kiev. Ce bâtiment est un symbole célèbre de l'université de Kiev et du système d'enseignement supérieur ukrainien.

## Histoire

### Conception
Le bâtiment rouge de l'université de Kiev est édifié de 1837 à 1843 dans un style néoclassique (néoclassicisme russe). Son architecte, Vincent Ivanovitch Beretti (1781-1842), est un Italien travaillant pour l'Empire russe en tant que professeur à l'Académie impériale des Beaux-Arts de Saint-Pétersbourg. Le bâtiment devait à l'origine être beaucoup plus grand, mais son coût élevé aurait provoqué la colère du tsar Nicolas Ier, qui se serait écrié : 

« Comment, huit millions de roubles pour des garçons ? Je ne fonde pas une université ! »

### Inauguration
L'inauguration du bâtiment a lieu trois ans après la fondation de l'université, le 31 juillet 1837. Durant la matinée, Philarète (ru), métropolite de Kiev et de Galicie, célèbre une messe dans la cathédrale Sainte-Sophie avec la participation d'étudiants, d'enseignants de l'université et de fonctionnaires. Après la messe, les participants défilent en procession jusqu'au site de construction du bâtiment universitaire, déambulant le long de l'actuelle rue Volodymyrska avec des icônes et des bannières. Après la procession, une médaille datée de l'année du début de la construction, une plaque de cuivre et trois pièces de monnaie en platine, or et argent sont placées dans les fondations de l'édifice,, aux côtés d'une plinthe en brique provenant du soubassement de l'église de la Dîme. L'événement donne lieu à la création d'une médaille commémorative gravée du portrait de fondateur de l'université, Nicolas Ier, accompagnée de la devise « dans votre lumière, nous verrons la lumière ».

### Finitions
Alexandre Beretti (ru), le fils de Vincent Beretti, supervise les travaux de finition du bâtiment après la mort de son père en 1842.

### Localisation
Le bâtiment rouge est situé au cœur d'un complexe de bâtiments universitaires. Il est entouré de deux bibliothèques, la bibliothèque universitaire et la Bibliothèque nationale Vernadsky d'Ukraine. La maison du recteur se situe de l'autre côté de la rue Léon Tolstoï.
En 1841, le jardin botanique de l'université est aménagé derrière le bâtiment rouge. L'emplacement initial du zoo de Kiev se situait également à proximité, avant d'être déplacé en 1913.

### Invasion russe de 2022
Lors de l'invasion russe de l'Ukraine en 2022, le bâtiment rouge manque d'être touché par une roquette. L'événement est capturé en gros plan par une vidéo sur smartphone.

## Description

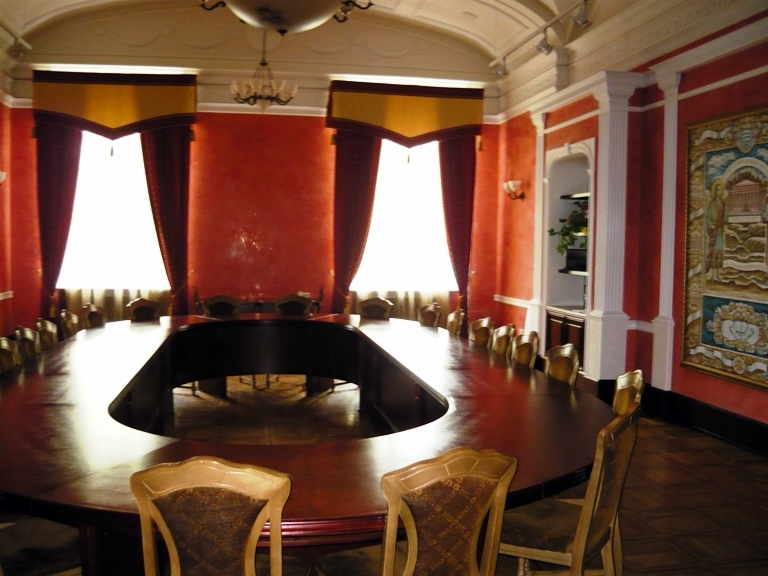
Salon.
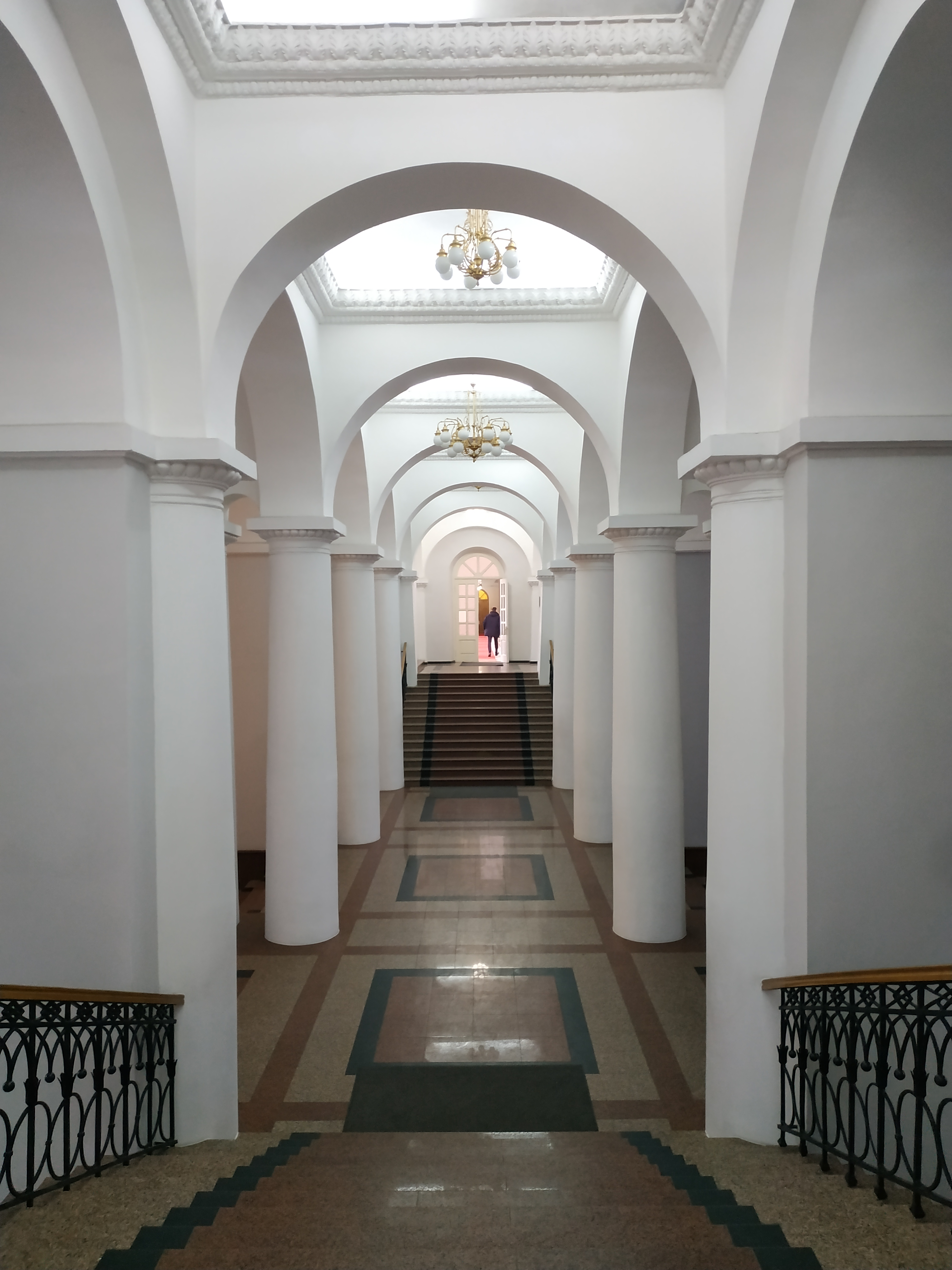
Colonnade intérieure.
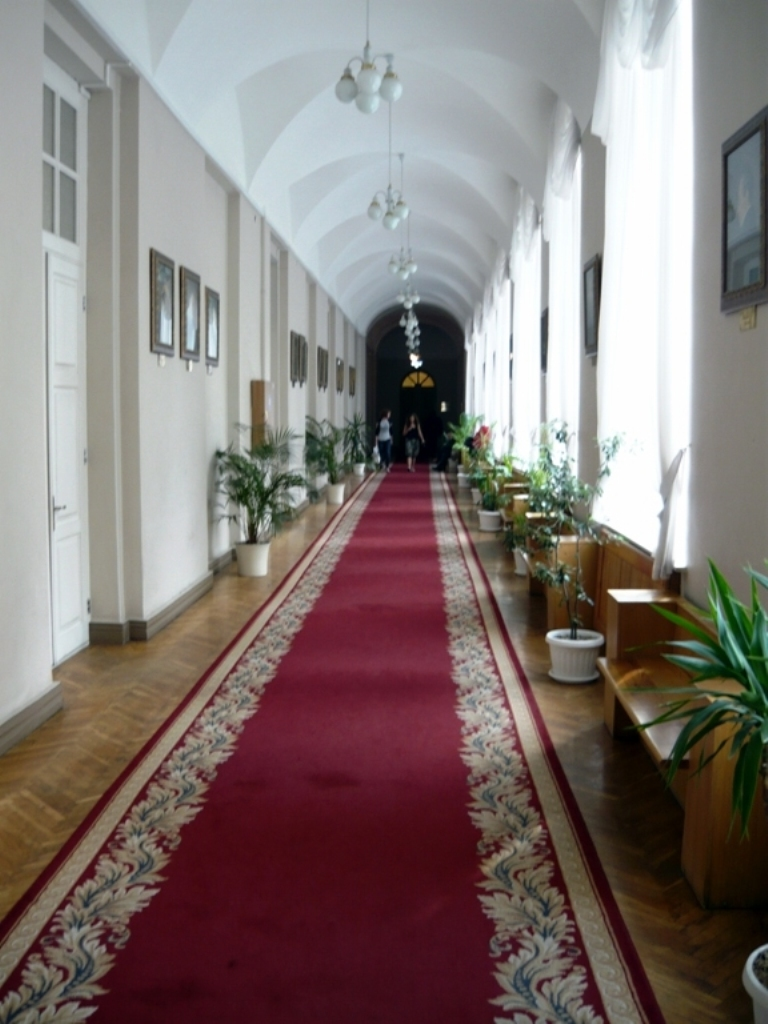
Couloir.
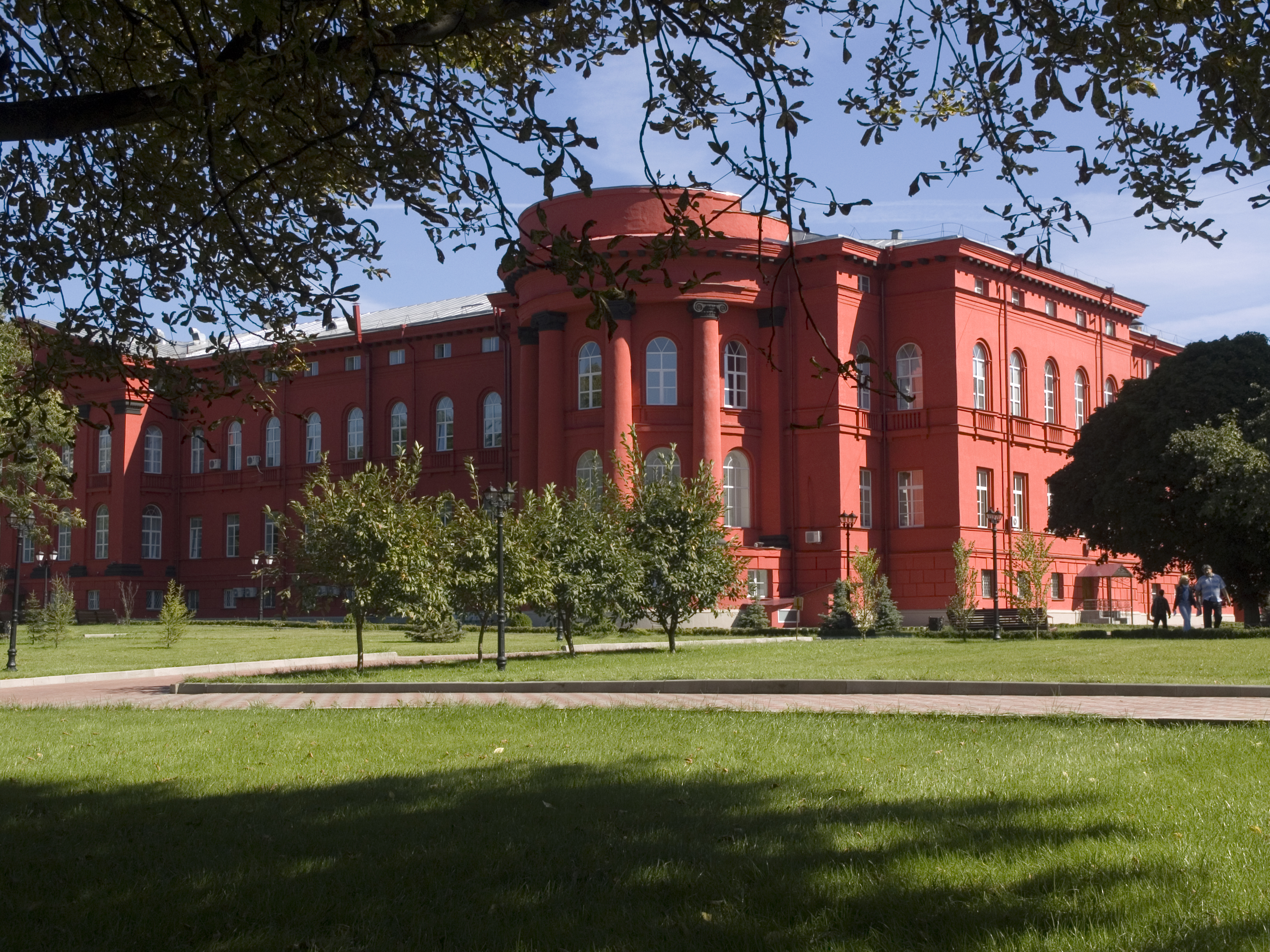
Rotonde.
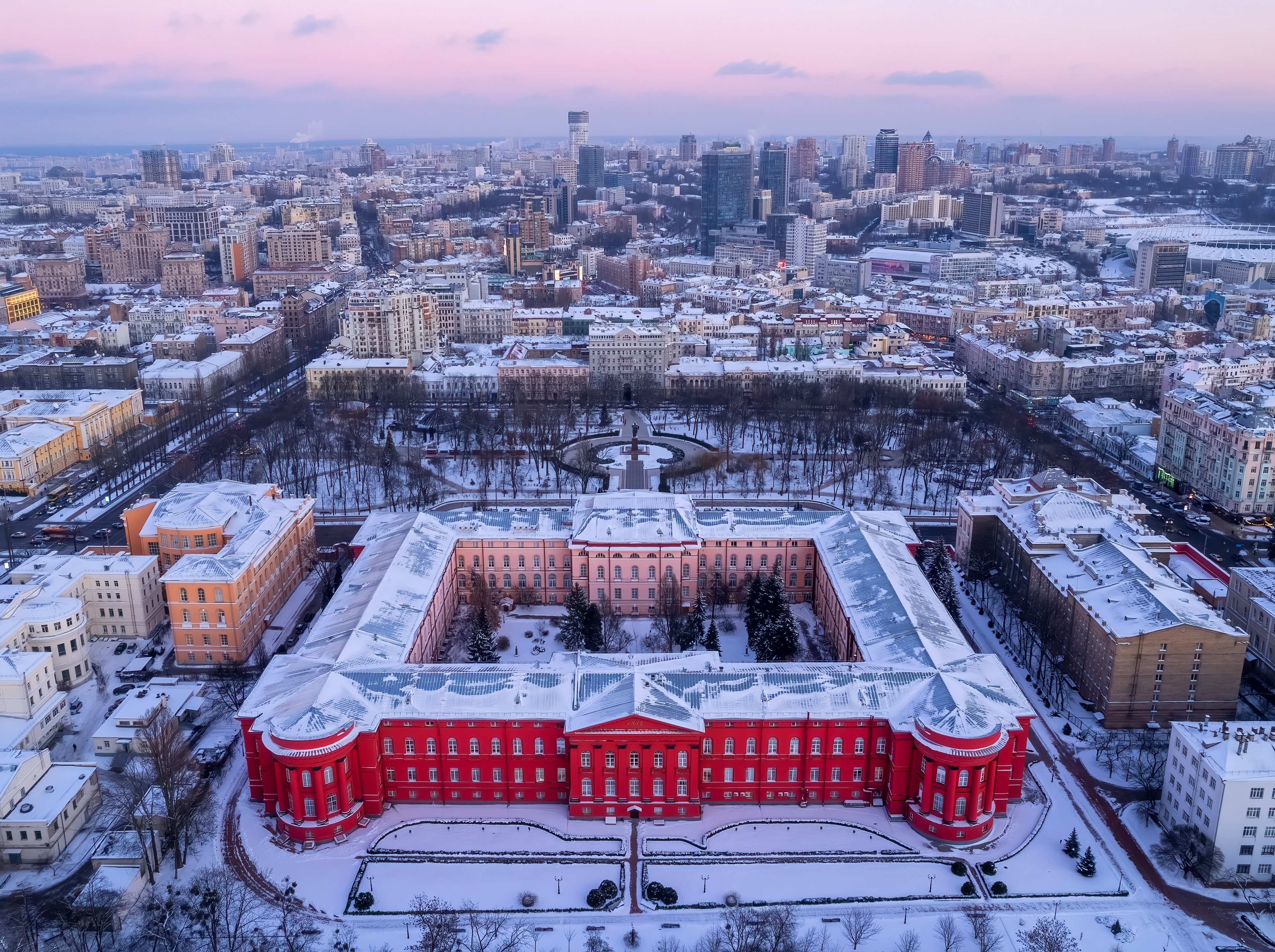
Vue aérienne sous la neige.

### Architecture
Situé au 60 de la rue Volodymyrska à Kiev, le bâtiment est construit dans le style dit du néoclassicisme russe. Sa forme générale est celle d'un grand carré entourant une cour et fermé sur tous les côtés. La longueur de la façade est de 145,68 mètres.
L'intérieur du bâtiment abrite une vaste cour intérieure. Lors de la conception, l'architecte Beretti ne savait pas de quel côté de l'édifice serait tracée la rue Volodymyrska. Par conséquent, il a rendu le bâtiment universitaire présentable à la fois de l'est (c'est l'actuelle façade de l'université sur la rue Volodymyrska) et de l'ouest (du côté de l'actuel jardin botanique). L'architecture de la façade ouest, particulièrement expressive, offre un contraste marqué entre de longs murs plans et les huit puissantes colonnes verticales d'ordre ionique s'élevant sur toute la hauteur du bâtiment, voisinant avec des fenêtres enfoncées dans des niches. Un grand portique massif est surmonté d'un fronton triangulaire. Devant la façade principale se trouve le parc Taras-Chevtchenko (de).
Beretti conçoit la façade ouest dans un style moins rigide, faisant écho aux plantes du jardin botanique qui lui font face. La composition de cette façade est conçue autour de saillies centrales et latérales qui reflètent la structure axiale de l'édifice. La saillie centrale comporte un portique à pilastres avec une fontaine, et les saillies latérales sont des absides semi-circulaires ornées de colonnes doriques sur les trois quarts de leur hauteur.
Le bâtiment universitaire compte quatre étages. Un large escalier à sept marches, flanqué de rampes latérales, mène au portique à huit colonnes de la façade ouest. Dans les plafonds de l'édifice, diverses structures de voûte sont utilisées, le plus souvent croisées et semi-circulaires. Le métal est largement utilisé dans l'architecture du bâtiment (chapiteaux de colonnes en fonte, lanternes installées devant le portique sur de hauts piédestaux, rampes d'escalier…).
Du côté de la façade principale, le bâtiment universitaire compte trois étages, dont le plus haut est occupé par une grande salle destinée aux réunions publiques (cérémonies universitaires, soutenances de thèses, etc.).
Jusqu'aux années 1920, les absides semi-circulaires accueillaient l'église universitaire catholique (partie nord du bâtiment) et l'église universitaire orthodoxe Saint-Vladimir (partie sud).
Le quatrième étage du bâtiment rouge abritait autrefois des dortoirs étudiants (appelés « cellules étudiantes »), dissous en 1858, ainsi que des salles pour les études parascolaires, une bibliothèque universitaire, des appartements et bureaux pour les enseignants et une cellule universitaire pour étudiants. Le réfectoire de l'université était située au deuxième étage. Les premier, deuxième et troisième étages abritaient des musées, des bureaux, des archives, des appartements pour les employés et une grande bibliothèque. Les musées et les bibliothèques n'étaient accessibles aux visiteurs extérieurs à l'université qu'avec l'autorisation des doyens respectifs et du recteur. La bibliothèque abritait des livres issus des collections du lycée de Kremenets (34 370 volumes), de l'université de Vilna, de l'Académie de médecine et de chirurgie de Vilna (ru), de l'Académie de théologie catholique-romaine de Vilna et de la bibliothèque de l'Ermitage de Saint-Pétersbourg. En 1913, la bibliothèque comptait quelque 300 000 volumes, dont des livres très rares des XVIe et XVIIe siècles, évalués au total à plusieurs millions de roubles.

### Couleur
Les murs extérieurs du bâtiment, blancs à l'origine, ne sont peints en rouge que plusieurs années après sa construction. La question de la couleur du bâtiment a été soulevée par Vincent Beretti en 1842 :

« Il sera possible de peindre les murs avec de la peinture jaune, et les avant-toits et les pourtours avec du blanc, comme c'est généralement le cas pour tous les bâtiments de la ville, ou bien couleur de chaux. Pour ma part, je jugerais opportun de recouvrir tout l'espace depuis le socle jusqu'aux colonnes d'une peinture couleur de granit, et le reste, sans distinguer ni pourtours ni avant-toits, d'une peinture couleur de chaux, de sorte que tout l'édifice semble être fait d'un seul type de pierre… »

Les murs du bâtiment sont par la suite peints en rouge, ce qui en vient à constituer sa principale caractéristique, et les têtes et les bases des colonnes sont peintes en noir. Ce choix reprend les couleurs de l'ordre de Saint-Vladimir, fondé en 1782, dont l'université de Kiev porte alors le nom — la devise de l'ordre, « Bienfaisance, honneur et gloire », deviendra d'ailleurs celle de l'université. Plusieurs motifs sont avancés pour expliquer ce changement de couleur. Selon l'une des versions, parfois citée par les guides touristiques locaux, le tsar Nicolas II aurait ordonné que tout le bâtiment principal soit peint en rouge en réponse aux manifestations étudiantes contre la conscription pendant la Première Guerre mondiale, pour rappeler aux protestataires le sang versé par les soldats ukrainiens. Selon d'autres sources, la couleur du bâtiment aurait été choisie par Nicolas Ier, qui désirait la même que celle qu'avait alors le Palais d'Hiver.

### Influence
Construit au sommet d'une colline, ce bâtiment a considérablement influencé l'aménagement architectural de Kiev au XIXe siècle. Principal bâtiment de l'université de Kiev, il est aussi au cœur de la planification urbanistique du centre-ville de Kiev. Dans les décennies qui suivent son édification, de nombreux autres bâtiments de style néoclassique sont édifiés à Kiev sous son influence. Pavel Aliochine déclare en 1938 : « Avant le père et le fils Beretti, il n'y avait absolument aucune architecture à Kiev (à l'exception peut-être des monuments anciens, de l'église Saint-André et du palais construit selon les plans de Rastrelli). »
La forte impression qu'a produit le bâtiment de l'université peut être jugée d'après les descriptions des contemporains. Il ressemble non seulement à une sorte de temple, mais à une véritable forteresse, d'où le surnom de « forteresse de la raison » donné par les observateurs de l'époque. Ainsi, l'un d'eux se souvient : « Parmi les ruines de la vieille ville et les bâtiments légers des nouveaux quartiers, le bâtiment universitaire donnait l'impression d'une immense structure. »
En mars 2015, la Banque nationale d'Ukraine a utilisé l'image du bâtiment au verso du billet de 100 hryvnias,.

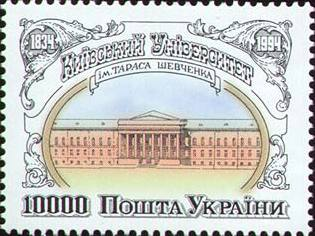
Timbre ukrainien de 1994.
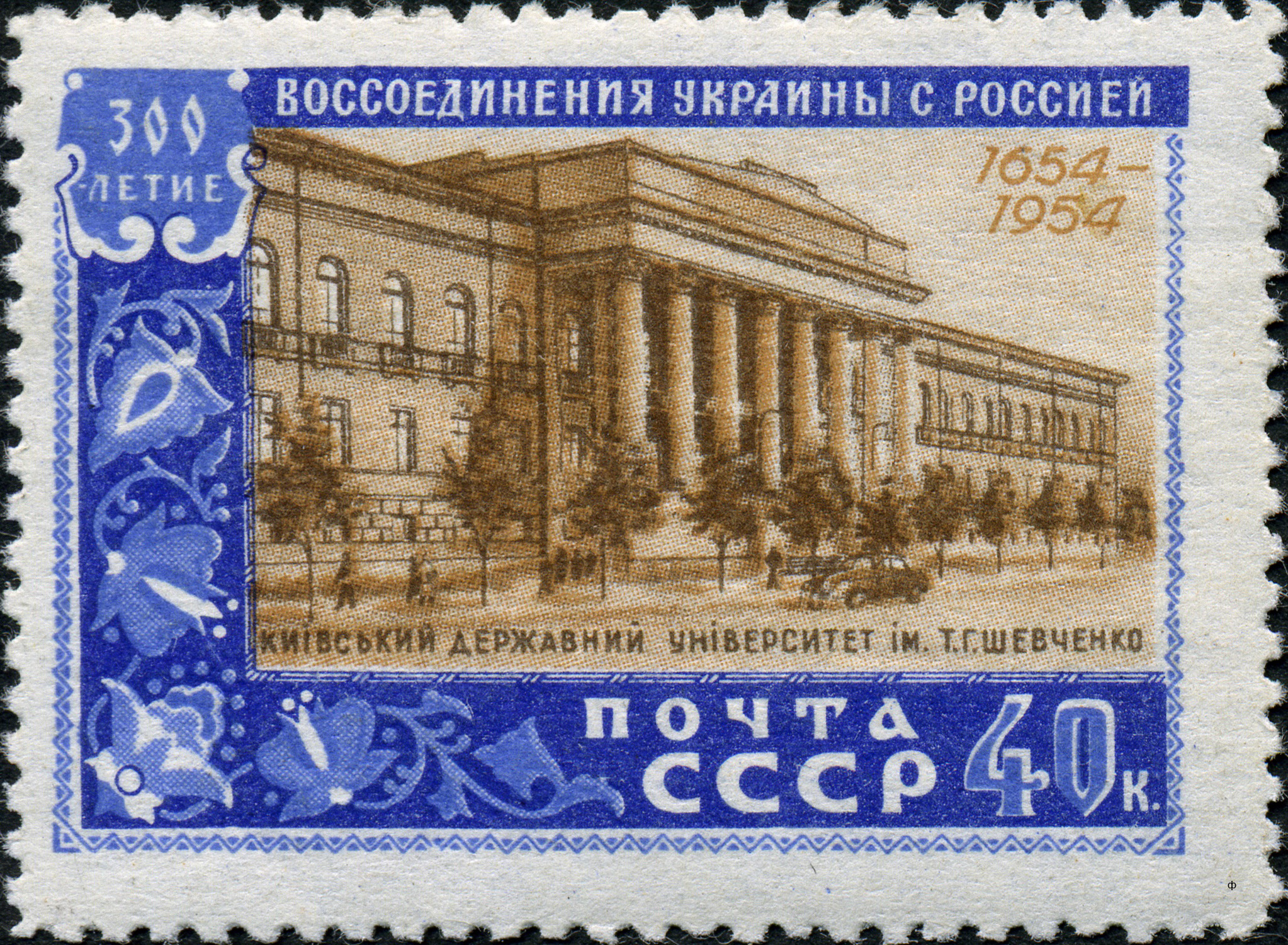
Timbre de 1954 célébrant les 300 ans de l'université de Kiev.
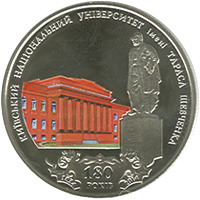
Pièce de monnaie de 2014.
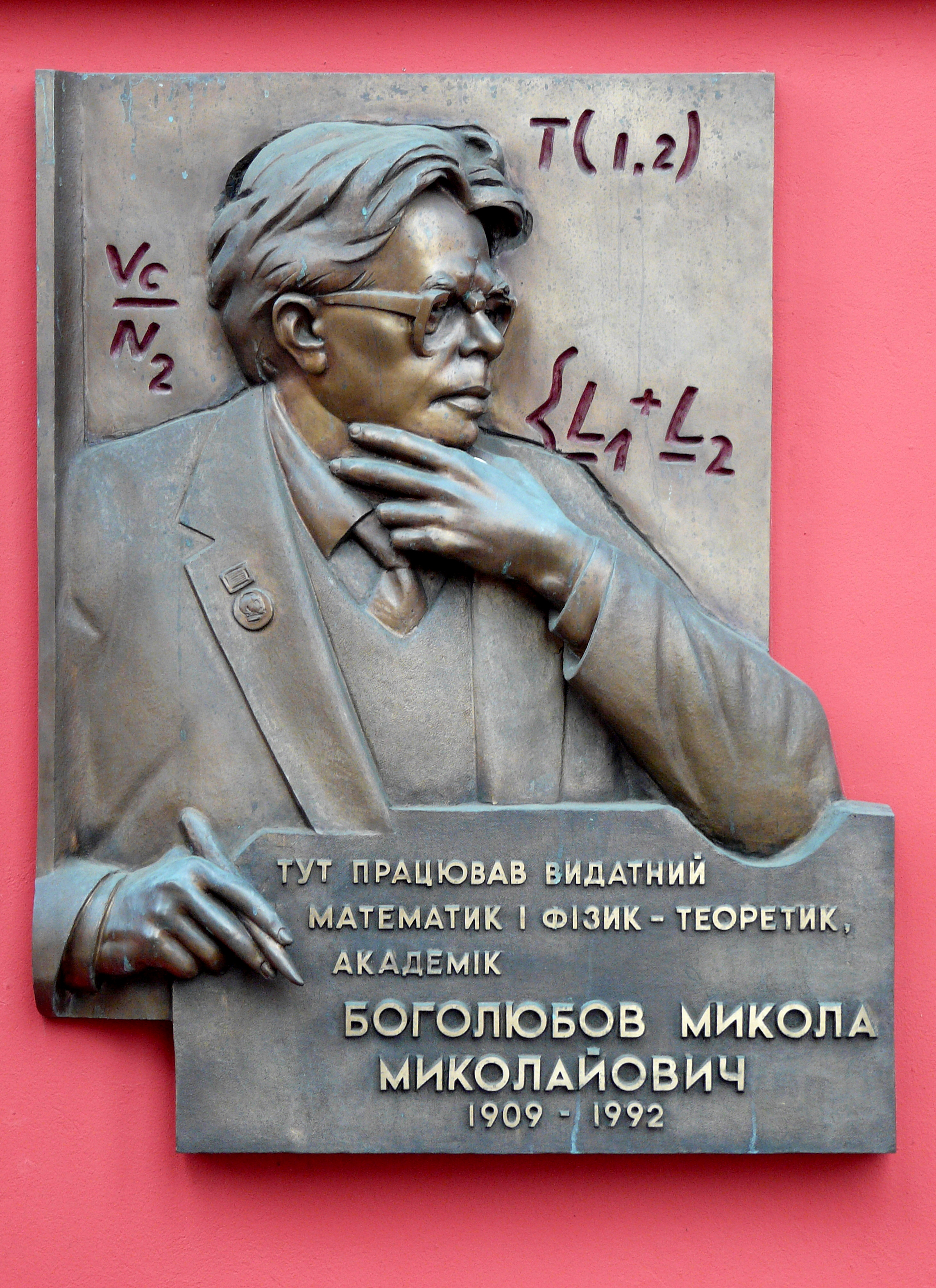
Plaque en l'honneur de Nikolaï Bogolioubov.